# Pescada
O termo pescada é a designação comum a diversos tipos de peixes teleósteos.
No Brasil, a maioria pertence à ordem Perciformes, da família dos cienídeos, especialmente os do gênero Cynoscion. Algumas espécies são muito capturadas em redes e arrastões de pesca.

Em Portugal, o termo é mais utilizado para as espécies da família Merlucciidae.

## Nome comumpescada
- - Aulopus filamentosus
  - Cynoscion acoupa
  - Cynoscion jamaicensis
  - Cynoscion leiarchus
  - Cynoscion microlepidotus
  - Cynoscion similis
  - Cynoscion steindachneri
  - Isopisthus parvipinnis
  - Lonchurus lanceolatus
  - Macrodon ancylodon
  - Merluccius capensis
  - Merluccius gayi gayi
  - Merluccius merluccius
  - Merluccius paradoxus
  - Merluccius polli
  - Nebris microps
  - Odontoscion dentex
  - Ophioscion adustus
  - Pachypops trifilis
  - Pachyurus adspersus
  - Pachyurus bonariensis
  - Pachyurus calhamazon
  - Pachyurus gabrielensis
  - Pachyurus junki
  - Pachyurus paucirastrus
  - Petilipinnis grunniens
  - Plagioscion montei
  - Sphyraena barracuda
  - Sphyraena jello
  - Sphyraena sphyraena
  - Synodus saurus
  - Synodus synodus

### Outros nomes comuns que incluempescada
- Pescada-amarela
  - Cynoscion acoupa
  - Cynoscion regalis
  - Cynoscion microlepidotus
- Pescada-bicuda
  - Sphyraena jello
  - Sphyraena guachancho
  - Cynoscion microlepidotus
- Pescada-boca-mole
  - Larimus breviceps
  - Cynoscion jamaicensis
- Pescada-boca-torta (Larimus breviceps)
- Pescada-branca
  - Isopisthus parvipinnis
  - Plagioscion squamosissimus
  - Plagioscion montei)
  - Merluccius merluccius
  - Cynoscion jamaicensis
  - Cynoscion leiarchus
  - Cynoscion steindachneri
  - Cynoscion virescens
- Pescada-cabeça-dura
  - Ophioscion punctatissimus
  - Stellifer microps
  - Stellifer stellifer
  - Paralonchurus brasiliensis
  - Pachypops fourcroi
- Pescada-cascuda
  - Ctenosciaena gracilicirrhus
  - Cynoscion acoupa
  - Odontoscion dentex
- Pescada-chilena (Merluccius gayi gayi)
- Pescada-de-angola
  - Merluccius polli
  - Ruvettus pretiosus
- Pescada-de-dente
  - Pareques acuminatus
  - Cynoscion microlepidotus
  - Cynoscion virescens
- Pescada-da-patagónia (Merluccius hubbsi)
- Pescada-de-olho-grande (Notophycis marginata)
- Pescada-de-piaui (Plagioscion surinamensis)
- Pescada-dente-de-cachorro (Macrodon ancylodon)
- Pescada-do-reino
  - Merluccius capensis
  - Cynoscion leiarchus
  - Cynoscion virescens
- Pescada-dos-açores (Molva macrophthalma)
- Pescada-espinho-duro (Bairdiella ronchus)
- Pescada-lanceolada (Lonchurus lanceolatus)
- Pescada-malheira (Isopisthus parvipinnis)
- Pescada-maria-mole (Cynoscion guatucupa)
- Pescada-membeca (Macrodon ancylodon)
- Pescada-preta (Plagioscion auratus)
- Pescada-sete-buchos (Nebris microps)
- Pescada-vermelha (Cynoscion acoupa)
- Pescada-africana (Merluccius polli)
- Pescada-angolense (Merluccius polli)
- Pescada-aratanha (Bairdiella ronchus)
- Pescada-argentina (Merluccius hubbsi)
- Pescada-austral (Merluccius australis)
- Pescada-banana (Nebris microps)
- Pescada-branca-do-cabo (Merluccius capensis)
- Pescada-cachorra (Macrodon ancylodon)
- Pescada-cachorro (Menticirrhus americanus)
- Pescada-cacunda (Plagioscion surinamensis)
- Pescada-cambuci (Cynoscion virescens)
- Pescada-cambucu
  - Macrodon ancylodon
  - Cynoscion leiarchus)
  - Cynoscion virescens)
- Pescada-carvoa (Merluccius senegalensis)
- Pescada-carvoeira (Merluccius senegalensis)
- Pescada-chata
  - Cynoscion jamaicensis
  - Isopisthus parvipinnis
- Pescada-cobra (Cynoscion virescens)
- Pescada-comum (Cynoscion steindachneri)
- Pescada-corvina (Cynoscion virescens)
- Pescada-corvina-do-são-francisco (Pachyurus squamipennis)
- Pescada-cururuca (Cynoscion virescens)
- Pescada-cutinga (Cynoscion microlepidotus)
- Pescada-cutupanha (Cynoscion virescens)
- Pescada-da-áfrica-do-sul (Merluccius capensis)
- Pescada-da-nova-zelândia (Merluccius australis)
- Pescada-de-alto-mar (Cynoscion striatus)
- Pescada-de-escama (Cynoscion acoupa)
- Pescada-de-rede
  - Macrodon ancylodon
  - Cynoscion leiarchus
- Pescada-dentão
  - Macrodon ancylodon
  - Cynoscion microlepidotus
- Pescada-dentuça
  - Macrodon ancylodon
  - Odontoscion dentex
- Pescada-do-alto
  - Macrodon ancylodon
  - Cynoscion virescens
- Pescada-do-cabo (Merluccius capensis)
- Pescada-do-cabo-branco (Merluccius senegalensis)
- Pescada-do-chile (Merluccius gayi gayi)
- Pescada-do-pacífico (Merluccius productus)
- Pescada-do-panamá (Merluccius angustimanus)
- Pescada-dourada (Cynoscion acoupa)
- Pescada-enchova (Cynoscion jamaicensis)
- Pescada-foguete
  - Menticirrhus americanus
  - Macrodon ancylodon
  - Cynoscion virescens
- Pescada-goete (Cynoscion jamaicensis)
- Pescada-goirana (Sphyraena guachancho)
- Pescada-jaguara (Cynoscion steindachneri)
- Pescada-juruna (Paralonchurus brasiliensis)
- Pescada-legítima (Cynoscion virescens)
- Pescada-manteiga
  - Cynoscion jamaicensis
  - Isopisthus parvipinnis
- Pescada-maria-luísa (Paralonchurus brasiliensis)
- Pescada-marlonga (Merluccius senegalensis)
- Pescada-marmota
  - Cynoscion leiarchus
  - Merluccius merluccius
- Pescada-moira (Merluccius senegalensis)
- Pescada-mole
  - Macrodon ancylodon
  - Isopisthus parvipinnis
- Pescada-negra (Merluccius senegalensis)
- Pescada-negra-senegalense (Merluccius senegalensis)
- Pescada-olhão (Cynoscion virescens)
- Pescada-olhuda
  - Cynoscion striatus
  - Cynoscion guatucupa
- Pescada-pequena (Cynoscion leiarchus)
- Pescada-perna-de-moça (Cynoscion leiarchus)
- Pescada-pinga (Macrodon ancylodon)
- Pescada-portuguesa (Merluccius hubbsi)
- Pescada-prateada (Merluccius bilinearis)
- Pescada-prateada-do-alto (Merluccius albidus)
- Pescada-preta (Centrolophus niger)
- Pescada-rabo-de-fogo (Macrodon ancylodon)
- Pescada-real (Cynoscion virescens)
- Pescada-rosa (Nebris microps)
- Pescada-selvagem (Cynoscion acoupa)
- Pescada-tambolheira (Cynoscion jamaicensis)
- Pescada-ticupá (Cynoscion acoupa)
- Pescada-tramitara (Paralonchurus brasiliensis)
- Pescada-tunica (Nebris microps)
- Pescada-verdadeira
  - Macrodon ancylodon
  - Cynoscion acoupa)
  - Cynoscion steindachneri)
  - Cynoscion virescens)
  - Isopisthus parvipinnis)